# Жорновка (Киевская область)

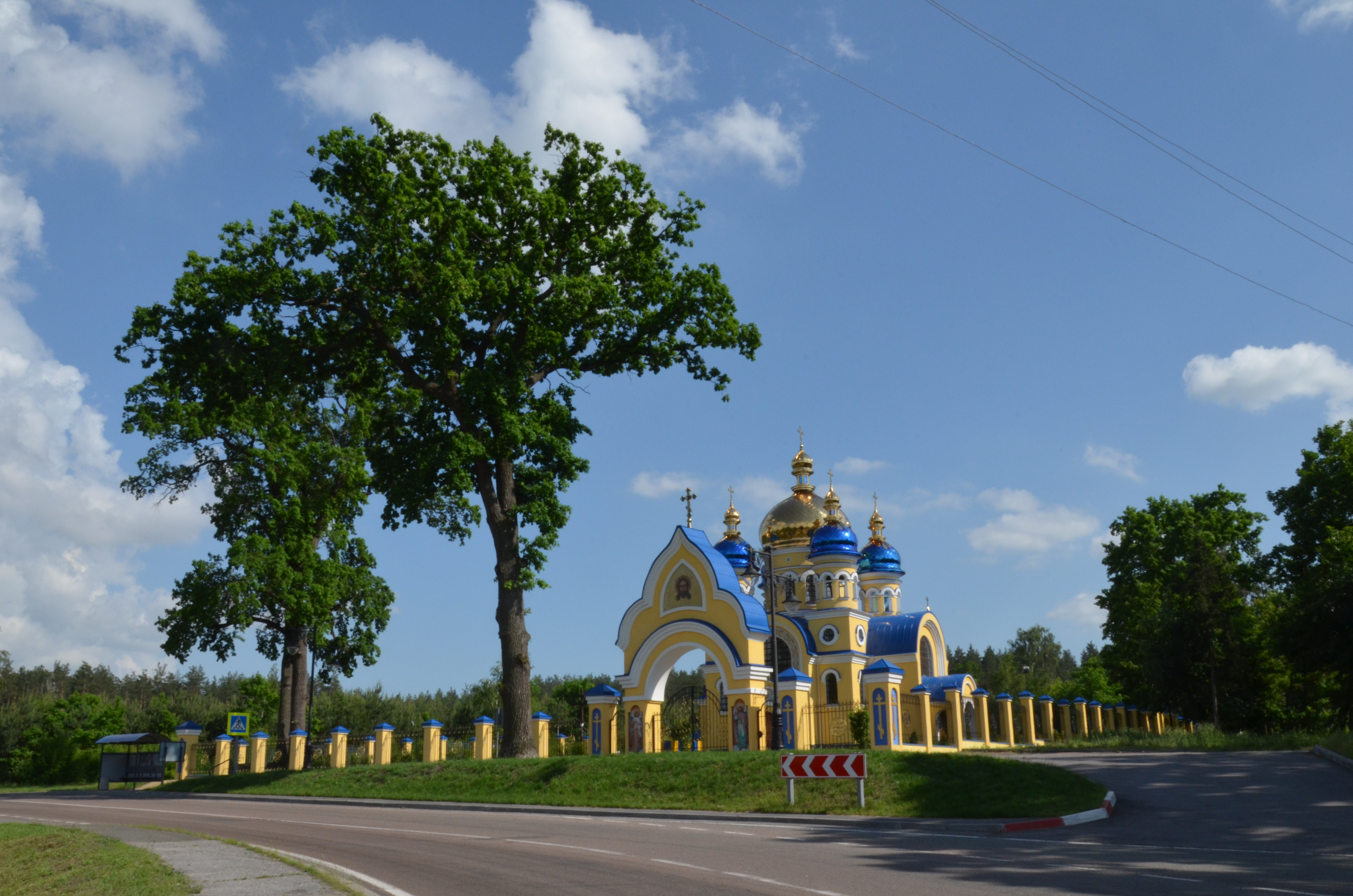
Храм в честь Воздвижения Честного и Животворящего Креста Господня

Жорновка (укр. Жорнівка) — село, входит в Киево-Святошинский район Киевской области Украины.
Население по переписи 2001 года составляло 576 человек. Почтовый индекс — 08143. Телефонный код — 4598. Занимает площадь 2,43 км².

## Местный совет
08143, Київська обл., Києво-Святошинський р-н, с. Княжичі, вул. Шевченка, 26